# Табуска (приток Уфы)
Та́буска — река в России, протекает в Нязепетровском районе Челябинской области. Устье реки находится в 713 км по правому берегу реки Уфа, в нескольких сотнях метров южнее реки Рассыпная, у который тоже имеется одноимённый правый приток — река Табуска. Исток — на юго-западном склоне горы Берёзовая, возле посёлка Табуска. Длина реки составляет 19 км.

## Данные водного реестра
По данным государственного водного реестра России относится к Камскому бассейновому округу, водохозяйственный участок реки — Уфа от Нязепетровского гидроузла до Павловского гидроузла, без реки Ай, речной подбассейн реки — Белая. Речной бассейн реки — Кама.
Код объекта в государственном водном реестре — 10010201112111100020575.